# کاه‌سرا
کاه‌سرا، روستایی از توابع دهستان قلعه شاهین بخش قلعه شاهین شهرستان سرپل ذهاب در استان کرمانشاه ایران است.

## جمعیت
این روستا در دهستان قلعه شاهین قرار دارد و براساس سرشماری مرکز آمار ایران در سال ۱۳۸۵، جمعیت آن ۴۷۵ نفر (۹۷خانوار) بوده‌است.